# Парк Интернационалистов
Парк Интернационали́стов — благоустроенный парк в Санкт-Петербурге в историческом районе Купчино (административный Фрунзенский район). Парк ограничен Бухарестской улицей, проспектом Славы, Южным шоссе и жилой застройкой при бывшем кирпичном заводе. К парку также исторически относился небольшой участок за Южным шоссе, однако после присвоения всей зелёной зоне за Южным шоссе названия парк Героев-Пожарных участок фактически отошёл к нему.
Назван в честь советских воинов-интернационалистов, участников войны в Афганистане в 1979—1989 годах.
На территории парка располагаются храм Георгия Победоносца, монумент воинам-интернационалистам, памятник бойцам спецназа, открытый амфитеатр, а также два пруда. Рядом с парком располагается станция метро «Проспект Славы».

## История
Изначально на территории нынешнего парка располагалось село, носившее название Романово, а позже — Рылеево. Соответственно, территория парка была застроена частными деревянными домами, во дворах которых выращивались плодовые деревья. Дома уже давно снесены, но некоторые деревья остались по настоящее время.
В начале 1960-х годов, после начала перепланировки и массовой застройки территории северной части Купчино, сформировалось место расположения будущего парка. Однако его благоустройство началось только в начале 1980-х годов, а окончательно парк был сдан на баланс садово-парковому хозяйству лишь в 1986 году. Во время благоустройства на территории были организованы три приподнятые открытые арены, из старого русла реки Волковки сформированы два пруда, а на территории за Южным шоссе построена детская площадка в виде крепости. В 1988 году парку официально дали название парк Интернационалистов, примерно тогда же на большом пруду была построена и открыта лодочная станция.
В дальнейшем внешний вид парка изменялся. Так, в 1997 году на территории парка, примыкающей к Бухарестской улице, начато строительство храма Георгия Победоносца, окончившееся в 2003 году. В 2004 году на купола храма установили новые позолоченные кресты, а в 2012 году проведена реконструкция фасадов, в результате чего цвет храма сменился с красного на белый.
В 1998 году на территории парка близ пересечения Бухарестской улицы с проспектом Славы был установлен монумент воинам-интернационалистам, погибшим в республике Афганистан в 1979—1988 годах (скульптор — Н. Гордиевский, архитектор — Н. Тарасова), а 24 октября 2012 года на одном из возвышений был торжественно открыт памятник бойцам спецподразделений, погибшим на боевых заданиях. Годом раньше, в сентябре 2011 года, в парке был открыт уличный амфитеатр.
Существовали и нереализованные проекты, которые могли бы изменить облик парка. Так, в 2001 году в створе Пражской улицы было решено строить аквапарк, планируемую территорию обнесли забором, но дальше этого дело не пошло; плиты от забора и по сей день разбросаны на планируемой территории. Вторым нереализованным проектом стали две аллеи — «Семейное дерево» и «Аллея журналистов», где дальше церемонии закладки дело также не пошло. Существовал также проект переноса на территорию парка городского зоопарка, но этот проект был отклонён администрацией Петербурга ещё на стадии рассмотрения.
Не обошлось, конечно, без утрат. В 1990-х годах не выделялись средства на поддержание детской площадки и лодочной станции, из-за чего оба объекта пришли в крайне плачевное состояние и их было решено не восстанавливать. Детская площадка была снесена в 2008 году, лодочная станция и её хозпостройки — в начале 2011 года.
1 декабря 2020 года начало работу наружное освещение.

## Расположение
Расположение парка крайне удачно, он находится вблизи пересечения двух главных магистралей — проспекта Славы, являющегося частью крупной межрайонной магистрали, и Бухарестской улицы, пересекающей всё Купчино с севера на юг. По этим улицам проходит большое количество общественного транспорта из многих районов города.
Кроме того, в декабре 2012 года недалеко от парка была открыта станция метро «Международная», а в 2019 году непосредственно на пересечении проспекта Славы и Бухарестской улицы открылась станция метро «Проспект Славы».

## Природа
Парк представляет собой равнину, с небольшими холмами искусственного происхождения. Южная часть парка более дикая, северная более благоустроена. Таким образом, северная часть парка более регулярна, а южная походит на пейзажную.
Там, около памятника и церкви растительность аккуратно подстрижена, выставлены скамейки особой формы, за скамейками следят, не дают хулиганам уносить их. На территории трамвайного кольца произрастают различные растительные породы, кольцо частично заросло.
В южной части парка расположены старицы, точное их происхождение неизвестно. Ссылаясь на старые карты этой местности, можно предположить, что это остатки пойменных протоков Волковки. Там произрастают рогоз широколистный, камыш озёрный, тростник обыкновенный, частуха.
В последнее время старицы стали заметно расширяться весной, образуют водоёмы-разливы глубиной до метра, летом же местность превращается в болото. В 2017 году размытую дорогу, идущую вдоль пруда, укрепили, отделив заболоченные участки от водоёма.
На северных открытых пространствах растительность представлена мезофитами, на южных встречаются гигрофиты.
Животный мир представлен птицами, рыбами. Из водоплавающих птиц имеются кряква, озёрная чайка, серебристая чайка, иногда появляется чомга.

## Проект строительства торгового центра

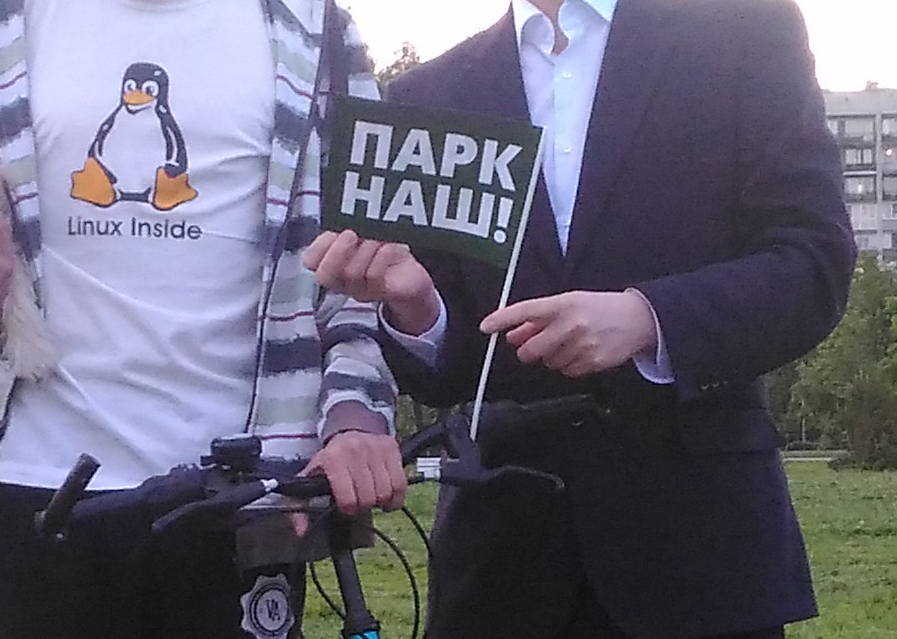
«Парк наш!», флаг-символ кампании в защиту парка, раздаточный материал активистов, аллюзия на «Крым наш»

В 2017 году правительство Санкт-Петербурга передало ООО «Оптима» земельный участок площадью 3,5 гектара в исторических границах парка Интернационалистов в створе Пражской улицы под строительство торгово-развлекательного комплекса с океанариумом. ООО «Оптима» — дочерняя структура застройщика ЗАО «Киевская площадь» из г. Москвы, в совете директоров которого состоят предприниматели Год Нисанов и Зарах Илиев, бывший совладелец ликвидированного московского Черкизовского рынка. Этот земельный участок входил в состав парка с момента его закладки 17 апреля 1982 года. Участок вывели из состава парка Интернационалистов в 1999 году для строительства аквапарка, а в 2005 году договор с инвестором аквапарка был расторгнут. За 18 лет на данном участке так ничего и не было построено, участок использовался и используется жителями и районными властями как парк, здесь проводятся спортивные мероприятия и районные праздники — День Победы, День Фрунзенского района.
В январе 2018 года некоторые депутаты Законодательного собрания Санкт-Петербурга обратились к губернатору с просьбой отменить постановление правительства о строительстве торгового центра.
В мае 2018 года городская избирательная комиссия Санкт-Петербурга отказала инициативной группе жителей из 527 человек в проведении референдума о включении участка, выделенного под строительство, обратно в состав парка.
В течение всего 2018 года инициативные группы жителей Купчино вели интенсивные информационные кампании в защиту парка (в том числе с участием ветеранов-интернационалистов), организовывали гражданские и депутатские обращения к городским властям и застройщикам, собрали более 10 тысяч подписей. 25 мая состоялся масштабный митинг в защиту парка, собравший более тысячи человек (жители оценили это как самое массовое негосударственное мероприятие в истории района). Лидер активистов Павел Швец устроил продолжительную серию одиночных пикетов в ключевых для кампании местах Петербурга, принося с собой картонную фигуру главы городского инвестиционного комитета Ирины Бабюк, что регулярно привлекало внимание СМИ. Картонная фигура символизировала неявку Бабюк на встречу с активистами вопреки официальным обещаниям. Вместо этого от имени Бабюк граждане получили бумаги с объяснениями, в которых активисты усмотрели ложь и нарушение публичных обязательств. В связи с этим активисты с помощью той же картонной фигуры стали требовать отставки Ирины Бабюк. 26 ноября, на фоне недавней отставки губернатора Полтавченко, городские власти отменили строительство центра. Активисты назвали следующей целью возврат участка в состав парка. Пример купчинцев воодушевил гражданских защитников других зелёных зон Санкт-Петербурга, которым грозит застройка: таковых зон насчитывается около 60-ти. Защитники объединены в движение «Зелёная коалиция», 27 ноября в Смольном с их представителями провёл рабочую встречу вице-губернатор Игорь Албин, где раскритиковал присутствовавшую там же Ирину Бабюк. 5 декабря Заксобрание вернуло спорный участок в состав Парка Интернационалистов. Активисты, ранее уже сажавшие на участке деревья и проводившие субботники, намерены форсировать дальнейшее благоустройство и освещение участка.

## Галерея

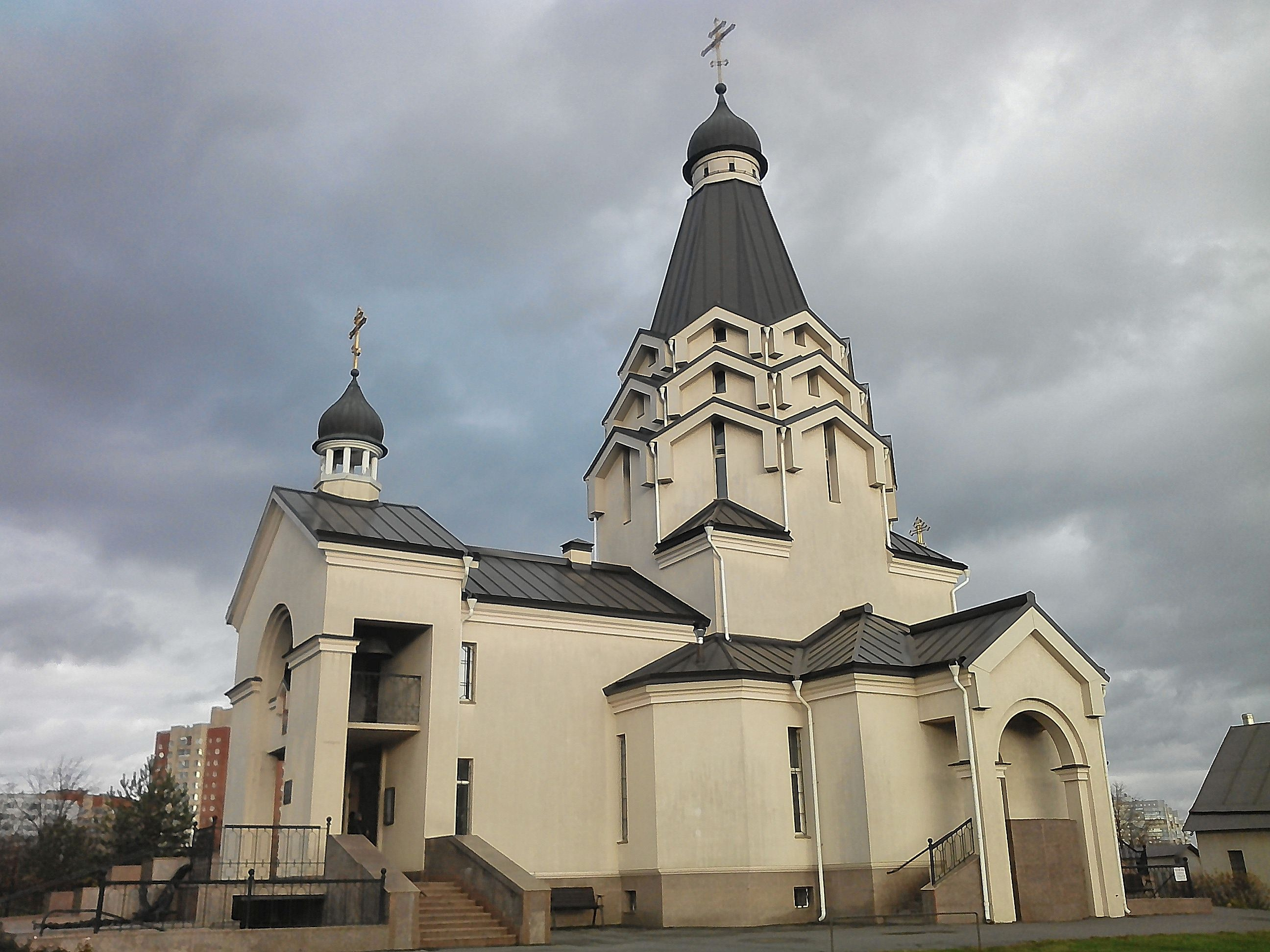
Церковь Георгия Победоносца
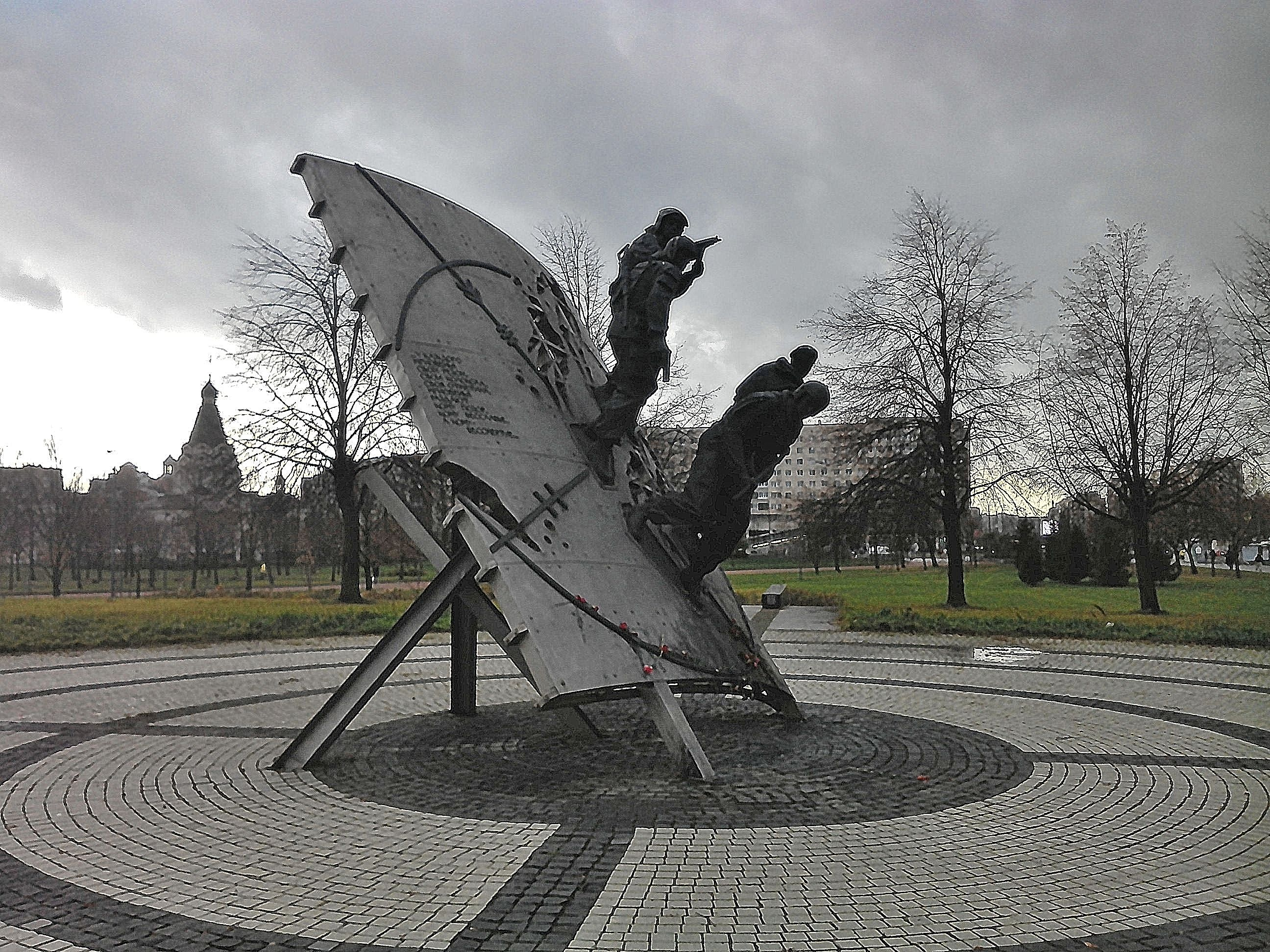
Памятник спецназу
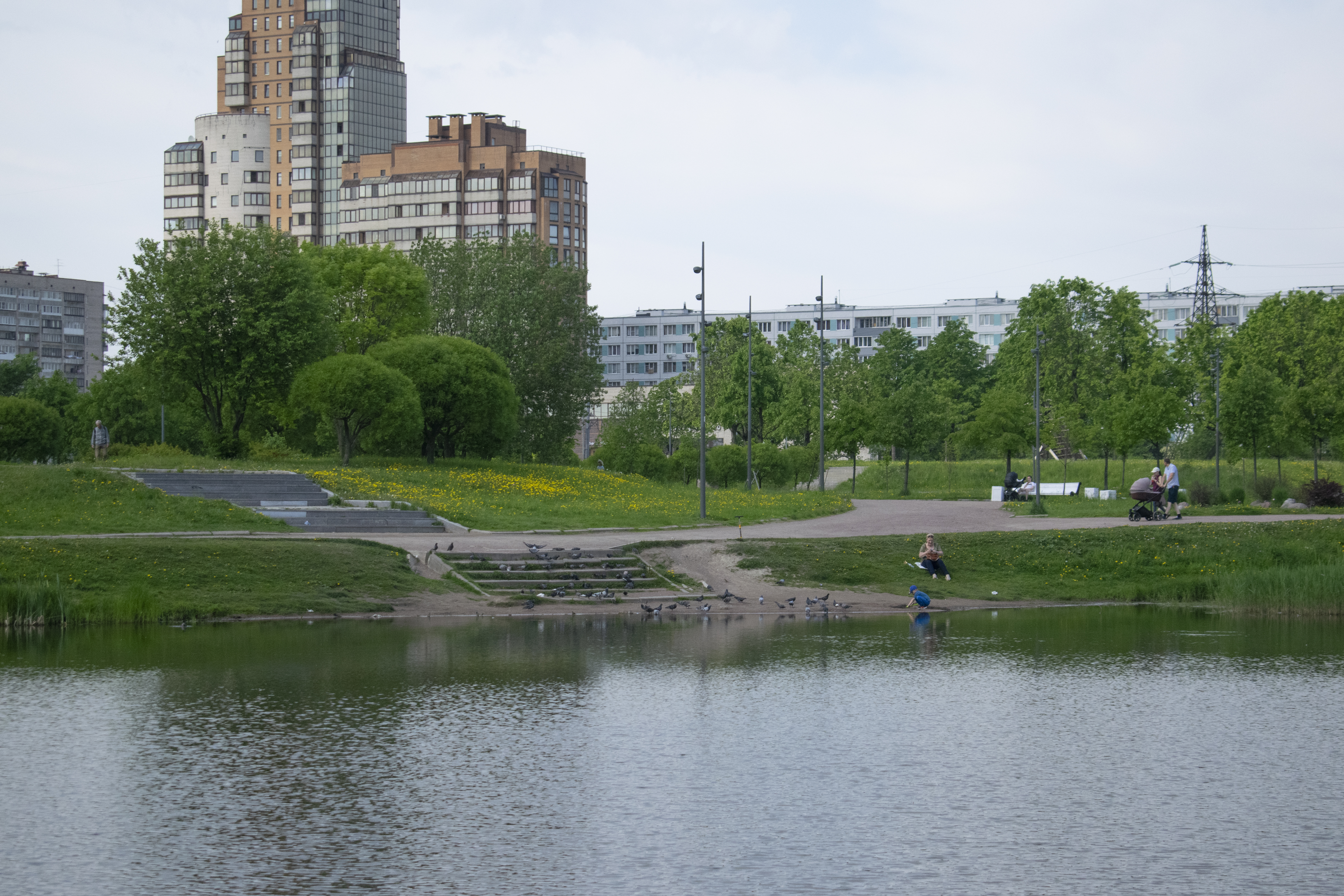
Парковый водоём
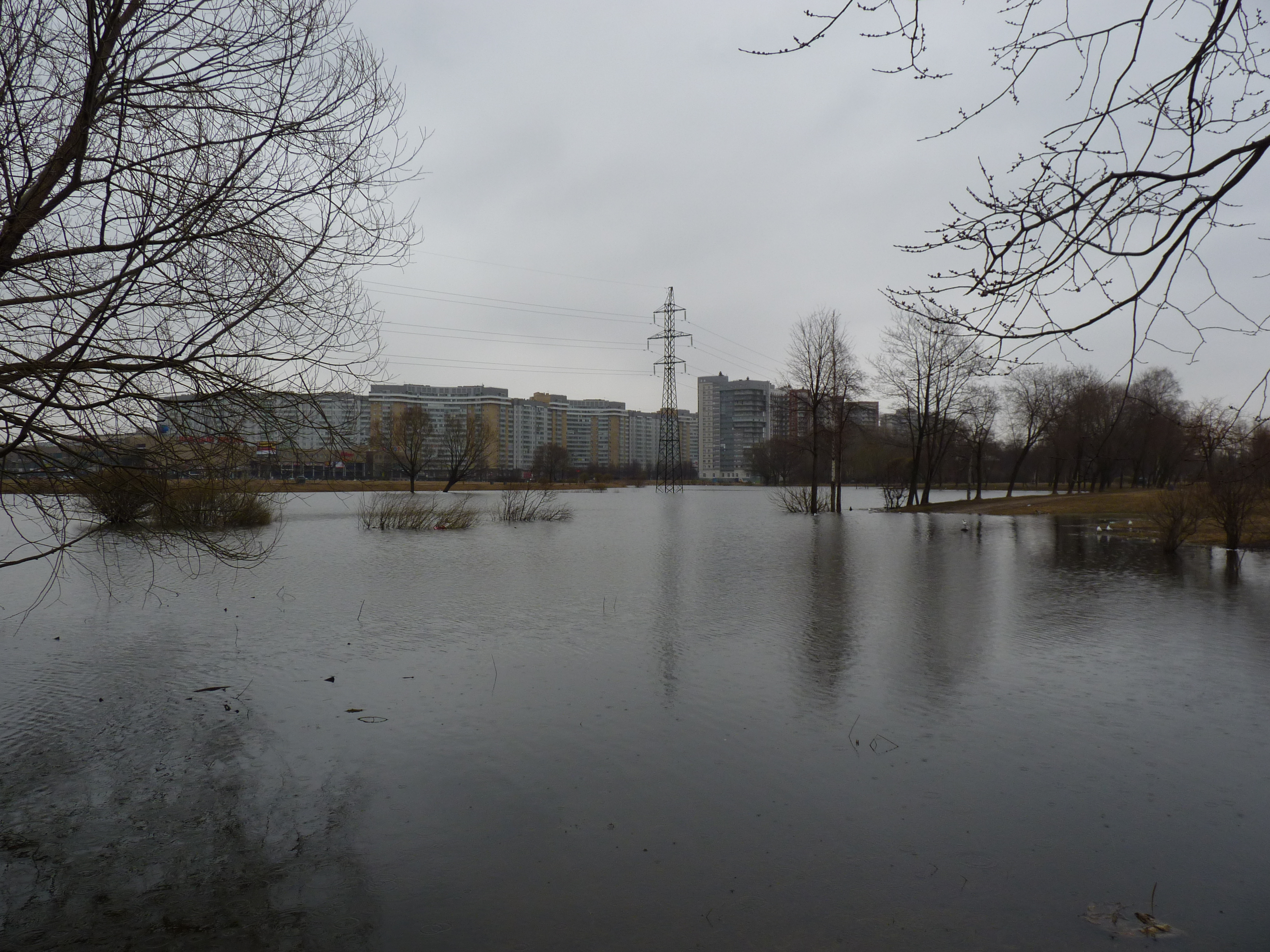
Разлив стариц в Парке Интернационалистов